# Anisozyga diargema
Anisozyga diargema är en fjärilsart som beskrevs av Louis Beethoven Prout 1922. Anisozyga diargema ingår i släktet Anisozyga och familjen mätare. Inga underarter finns listade i Catalogue of Life.